# جيسوس أرياغا
جيسوس أرياغا (بالإسبانية: Chucho el Roto)‏ هو مجرم مكسيكي، ولد في 1858 في Chiautempan ‏ في المكسيك، وتوفي في 25 مارس 1894 في مدينة فيراكروز في المكسيك.